# فيل دودلي
فيل دودلي (بالإنجليزية: Phil Dudley)‏ هو لاعب كرة قدم بريطاني في مركز الدفاع، ولد في 17 فبراير 1959 في Basildon ‏ في المملكة المتحدة. لعب مع نادي تشيلمسفورد.